# Tyler Brûlé
Jayson Tyler Brûlé (nascido em 25 de novembro de 1968) é um jornalista, empresário e editor da revista canadense. É editor-chefe da revista Monocle e colunista para o Financial Times.